# Caedwalla
Caedwalla (auch Cædwalla, Ceadualla, Cedwala, Chedwalla, Caeduald, Petrus etc.; * um 659; † 20. April 689) war von 685 bis 688 König der Gewissæ, einer Volksgruppe, die im späten 7. Jahrhundert als „Westsachsen“ das angelsächsische Königreich Wessex bildete.

## Leben

### Familie
Caedwallas Vater Cenberht († 661) stammte aus dem Haus Wessex und war seit den 640er Jahren bis 661 ein König oder Unterkönig der Gewissæ. Sein keltischer Name deutet an, dass seine Mutter, deren Name unbekannt ist, eine britische Prinzessin war. Sein Bruder Mul (686–687) war kurzzeitig König von Kent.
John Leland (1506–1552) vertrat die Auffassung, Caedwalla wäre mit einer sonst unbekannten Centhryth (Cynethryth) verheiratet gewesen. Diese Theorie wird von modernen Historikern kaum noch vertreten. Nachkommen Caedwallas sind nicht bekannt.

### Exil

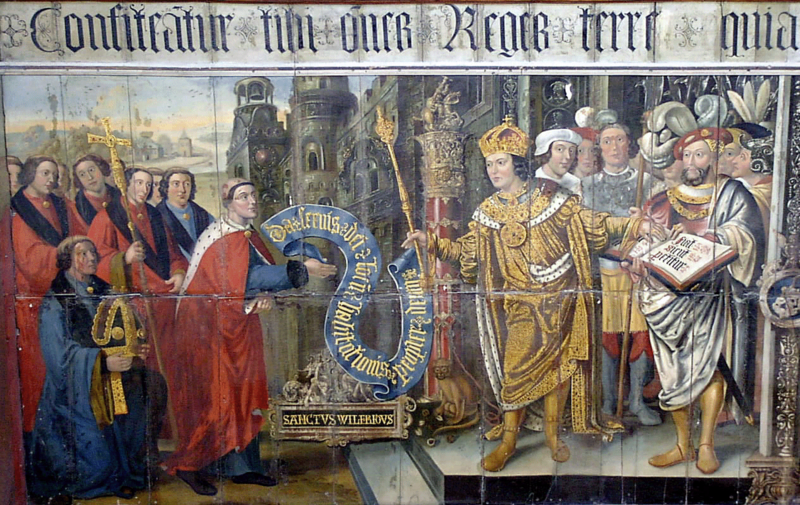
Caedwalla übergibt Bischof Wilfrid eine Urkunde. Wandgemälde von Lambert Barnard aus dem frühen 16. Jahrhundert

Caedwallas Verwandter Centwine (676–685) bestieg 676 als Nachfolger von Æscwine (674–676) den Thron. Beda zufolge, der Centwine jedoch nicht namentlich erwähnte, ist die Wiedervereinigung des in Unterkönigreiche zerfallenen Königreiches in Centwines Regierungszeit gefallen. In diesem Zusammenhang ist wohl auch die Verbannung Caedwallas zu sehen.
Um 682 überfiel Caedwalla als „Warlord“ mit seinem Heer das Königreich Sussex. Æthelwalh fiel während der Kämpfe und Sussex wurde geplündert. In Sussex lernte Caedwalla Bischof Wilfrid, der dort im Exil lebte, kennen. Wohl unter dessen Einfluss machte er der Kirche großzügige Geschenke. Offenbar setzte Caedwalla Ecgwald (683?–685?), dessen Herkunft unbekannt ist, als subregulus (Unterkönig) in Sussex ein. Ecgwald ist nur durch zwei vermutlich gefälschte Chartas bekannt. In diesen stimmt er 683 und 685 unterwürfig (mente devota) Landschenkungen Caedwallas an Bischof Wilfrid zu. Den Kampf gegen die Eroberer aus Wessex setzten Æthelwalhs Ealdormen Berthun (682?-um 686) und Andhun (682?-vor 686) fort. Sie konnten Caedwalla vertreiben und herrschten gemeinsam über Sussex.

### Herrschaft

#### Thronfolge
König Centwine zog sich 685 als Mönch in ein Kloster zurück. Es ist unbekannt, ob seine Abdankung von seinem Nachfolger Caedwalla erzwungen wurde oder freiwillig war. Als Caedwalla die Herrschaft im Königreich übernahm, konnte Cenred (fl. 670/676–705/717), mit dem er weitläufig verwandt war, seine Stellung als subregulus (Unterkönig) behaupten. In einer älteren Fassung der Historia Ecclesie Abbendonensis wird Caedwalla als Nachfolger Cissas (fl.?–699?) bezeichnet, was auf dessen Absetzung als regulus (Kleinkönig) um 685 hindeutet. Eine Charta Caedwallas aus dem Jahr 688 trägt Cissas Unterschrift, jedoch ohne Angabe eines Titels.

#### Expansion

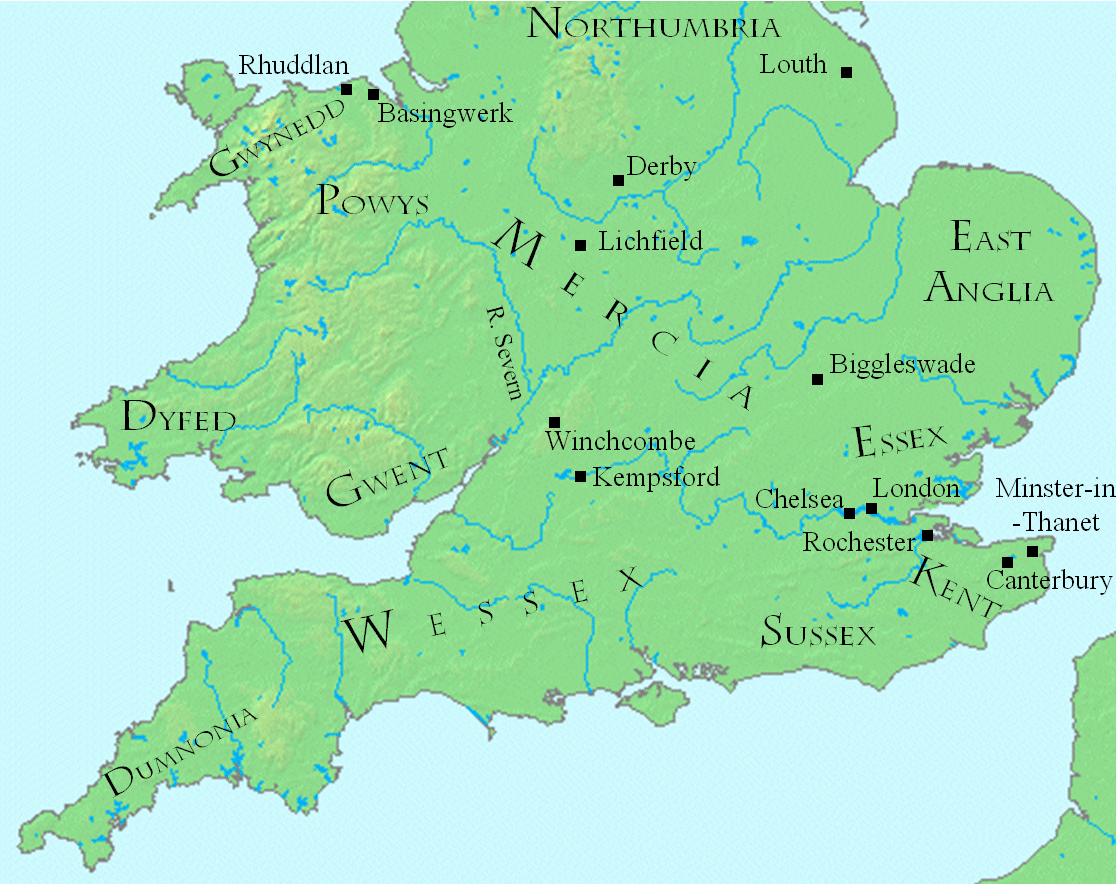
England zur Zeit Caedwallas

Die Gewissæ waren von Mercia nach Südwesten in britische Gebiete abgedrängt worden. In den 660er Jahren hatte Wulfhere von Mercia seinen Einfluss in den östlich an Wessex angrenzenden Gebieten Hampshire und Sussex weiter gefestigt. Caedwalla mag sich durch diese „Umzingelung“ bedroht gefühlt haben und wandte sich nach Osten.
Um das Jahr 685/686 gelang Caedwalla ein vernichtender Angriff auf Sussex bei dem Ealdorman Berthun ums Leben kam und Sussex wieder unter die Herrschaft von Wessex geriet. Caedwalla herrschte in der Folge offenbar direkt über Sussex. Nachdem Bischof Wilfrid um 686 Sussex verlassen hatte, unterstand die Kirche von Sussex Hædde, dem Bischof von Winchester (Wessex).
Caedwalla eroberte 686 im Bündnis mit König Sighere von Essex schließlich auch Kent, dessen König Eadric er besiegen konnte. Caedwalla setzte daraufhin seinen Bruder Mul als Statthalter in Kent ein, während Sighere im Westen Kents herrschte. Zu einem unbekannten Zeitpunkt erlangte Caedwalla auch die Oberherrschaft über Surrey. In den jütischen Provinzen und in Surrey begann er energisch mit der Schaffung kirchlicher Strukturen.
Es folgte, ebenfalls im Jahr 686, ein Angriff Caedwallas auf die jütische Isle of Wight, wo ein heidnisches Kleinkönigreich unter König Arualdus (Arwald) bestand. Dieser war gegen die Übermacht der Truppen aus Wessex machtlos und kam, ebenso wie seine beiden jüngeren Brüder, in den Kämpfen, in denen auch ein Großteil der Inselbewohner hingemetzelt wurde, ums Leben. Caedwalla wurde in diesen Kämpfen schwer verwundet und ließ die Insel durch Westsachsen neu besiedeln. Er hatte, obwohl selbst noch Heide, geschworen ein Viertel des eroberten Landes an die Kirche zu geben. Als der exilierte Bischof Wilfrid 686 nach Northumbria zurückkehren konnte übergab er die Ländereien an seinen Neffen Beornwine, dem er den Priester Hiddila zur Seite stellte.
In Kent brach im Jahr 687 eine Rebellion aus, in deren Verlauf Mul und zwölf seiner Anhänger verbrannt wurden. Als neuer König wurde Oswine aus der kentischen Dynastie der Oiscingas ausgerufen. Daraufhin überzog Caedwalla Kent erneut mit Krieg und verwüstete das Land. Um 687 schenkte Caedwalla 40 hidas bei Hebureahg (Hoo in Kent) an Abt Ecgbald für das St. Peter’s Minster in Medeshamstede (Peterborough). Um 687/688 übergab Caedwalla Grundbesitz am Fluss Wandle in Surrey an den Londoner Bischof Erkenwald, die dieser 693 an die St Mary’s Church in Barking weitergab.

#### Konsolidierung
Mit Kent, Surrey, der Isle of Wight, Sussex und dem „verbündeten“ Essex hatte Caedwalla die Vorherrschaft über den größten Teil Englands südlich der Themse erlangt. Er war der letzte Herrscher, der als „König der Gewissæ“ bezeichnet wurde. Die Bezeichnung Seaxe („Sachsen“) hatte im Laufe des 7. Jahrhunderts den alten Stammesnamen Gewissæ verdrängt, der im frühen 8. Jahrhundert endgültig dem Namen Westseaxe („West-Sachsen“, Wessex) gewichen war. Diese Namensänderungen spiegeln die politische Entwicklung vom Stammeskönigtum zur Territorialherrschaft wider. In der Charta S235 bezeichnete sich Caedwalla 688 als Rex Saxonum (König der Sachsen), womit er seine hegemoniale Stellung über die germanischen Völker Südenglands zum Ausdruck brachte.
Caedwalla war ein Förderer des Doppelklosters Barking Abbey in Essex. Er gilt auch als möglicher Gründer der Abingdon Abbey, die er mehrfach mit Schenkungen bedachte.
Im Jahr 688 tauschten Baldred und Abt Aldhelm von Malmesbury Ländereien nördlich des Flusses Avon. Baldred übergab Stercanlei (Startley Farm in Great Somerford, Wilts.) und Gebiete bei Cnebbanburg gegen ein Gebiet bei Braydon, Wilts. Die Urkunde wurde von Caedwalla als Zeuge unterschrieben. Im August des Jahres 688 übertrug Caedwalla mit der Charta S231 große Ländereien am Wald Kemele (evtl. bei Kemble in Gloucestershire) an die Kirche in Malmesbury. Die Charta S234 ist vermutlich eine verfälschte Abschrift in der S231 mit einer älteren Charta Centwines (676–685) vermengt wurde.

### Abdankung und Tod
Im Jahre 688 trat Caedwalla überraschend zurück, um sich auf eine Pilgerreise nach Rom zu begeben. Die Nachfolge in Wessex fiel an Ine (688–726). Er wurde von Cunincpert (688–700), dem König der Langobarden, gastfreundlich in Pavia aufgenommen, bevor er 689 nach Rom weiterreiste. Caedwalla, der zwar als Christ galt, aber offenbar bis dahin nie tatsächlich getauft worden war, kam schließlich nach Rom, wo er von Papst Sergius I. (687–701) am 10. April 689 die Taufe empfing, den Taufnamen Petrus (Peter) annahm und bald darauf am 20. April 689 im Alter von etwa dreißig Jahren starb. Er wurde in der Sankt-Peters-Basilika beigesetzt. Papst Sergius ließ ein Epitaph an Caedwallas Grab anbringen, der seine militärischen Erfolge und christlichen Tugenden rühmte. Die Grabinschrift, als deren Verfasser Benedikt von Mailand gilt, ist seit dem hohen Mittelalter verschwunden und die genaue Grabstelle unbekannt.
Caedwalla gilt als Heiliger, wenn auch kein Kult um ihn nachgewiesen werden konnte. Sein Festtag ist der 20. April. Er ist der Schutzpatron der Konvertiten und Mörder.